# Rosa 'Sutter's Gold'
'Sutter's Gold' (el nombre del obtentor registrado de 'Sutter's Gold'® ), es un cultivar de rosa que fue conseguido en California en 1950 por el rosalista estadounidense Herb Swim.

## Descripción
'Sutter's Gold' es una rosa moderna cultivar del grupo Híbrido de té.
El cultivar procede del cruce de 'Charlotte Armstrong' x 'Show Girl'.
Las formas arbustivas del cultivar tienen porte medio erguido y alcanza de 80 a 100 cm de alto y 60 cm de ancho. Las hojas son de color verde claro, semibrillante. Follaje coriáceo.
Capullos ovoides alargados color naranja superpuesto con rojo indio. Sus delicadas flores de color naranja dorado. Fragancia fuerte. Rosa de diámetro grande de 5". La flor con forma amplia, muy doble con 25 a 30 pétalos, en grandes conglomerados, la flor centrada en lo alto. 
Florece en oleadas a lo largo de la temporada. Primavera o verano son las épocas de máxima floración, si se le hacen podas más tarde tiene después floraciones dispersas.

## Origen
El cultivar fue desarrollado en California por el prolífico rosalista estadounidense Herb Swim en 1950. 'Sutter's Gold' es una rosa híbrida diploide con ascendentes parentales de 'Charlotte Armstrong' x 'Show Girl'.
El obtentor fue registrado bajo el nombre cultivar de 'Sutter's Gold'® por Herb Swim en 1950 y se le dio el nombre comercial de exhibición 'Sutter's Gold'™.
- La rosa fue creada por Herb Swim en California antes de 1950 e introducida por Armstrong Nurseries en el resto de los Estados Unidos en 1950 como 'Sutter's Gold'.[1]
- La rosa 'Sutter's Gold' fue introducida en Estados Unidos con la patente "United States - Patent No: PP 885 on 25 Oct 1949".[1]

Johann August Sutter (originalmente: Suter) (28 de febrero de 1803 Berna/Suiza - 18 de junio de 1880 Washington D. C.), emigró en 1834 a California y colonizó desde 1839 una gran región que llamó "New Helvetia" en el valle de Sacramento. Cuando fue encontrado oro en su tierra en 1848, quedó arruinado por el caos que se originó por el "Gold Rush" (fiebre del oro).

## Premios y galardones
- Portland Gold Medal 1946.
- Bagatelle Médaille d'Or 1948.
- All-America Rose Selections 1950.

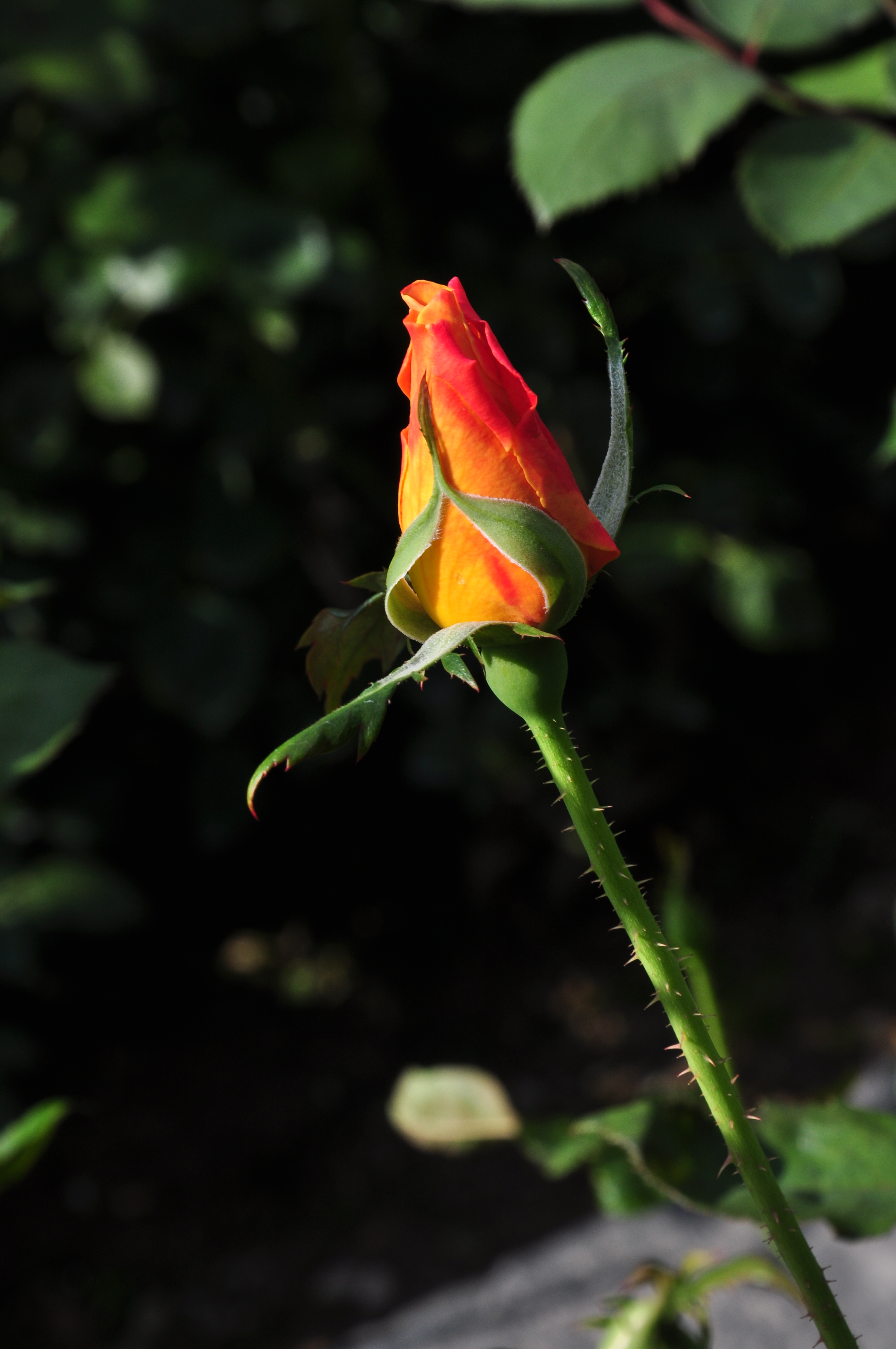
Capullo de 'Sutter's Gold'.
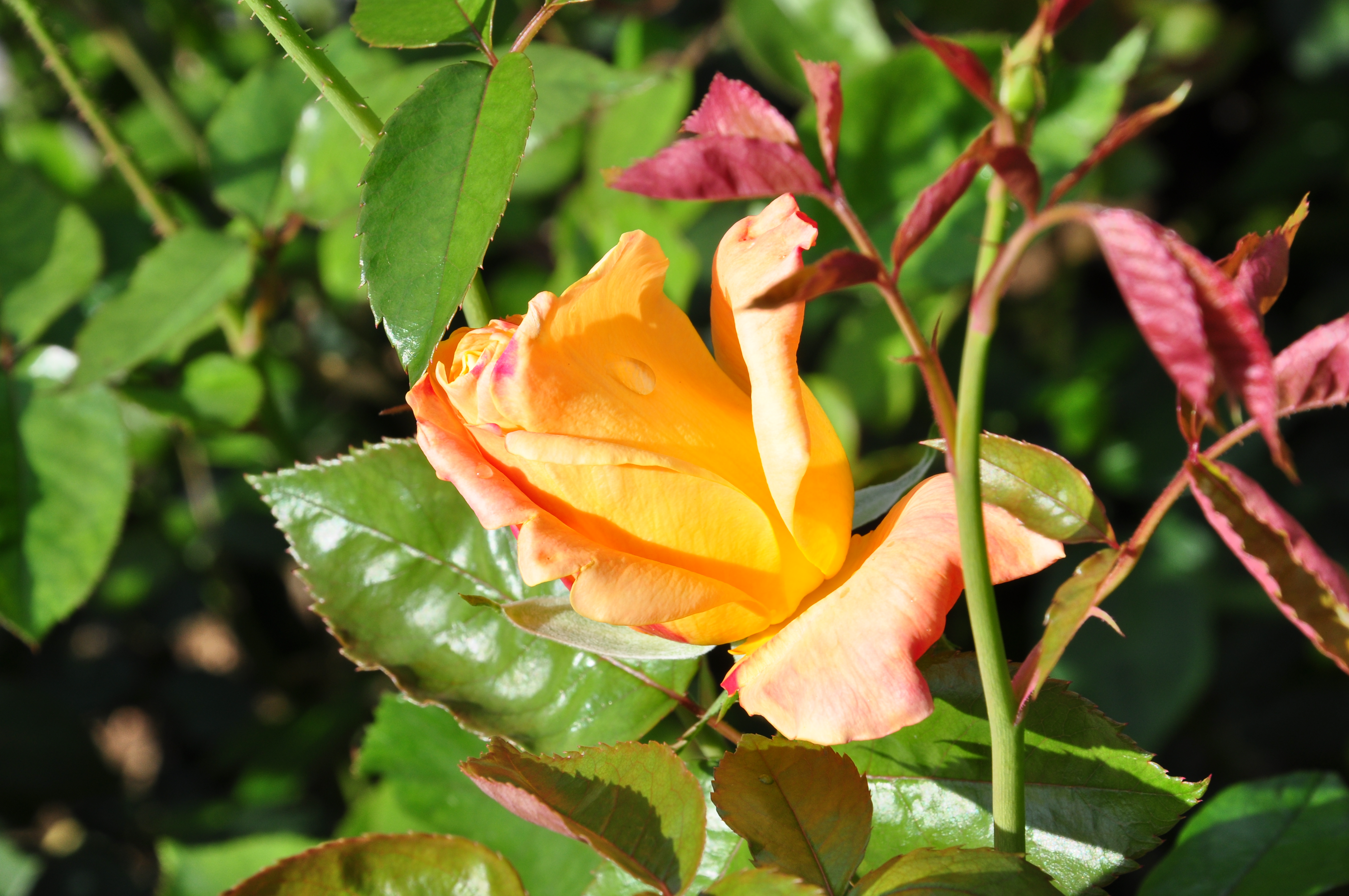
'Sutter's Gold'. En el Jardín para invidentes Duftrosengarten en Rapperswil (Suiza).
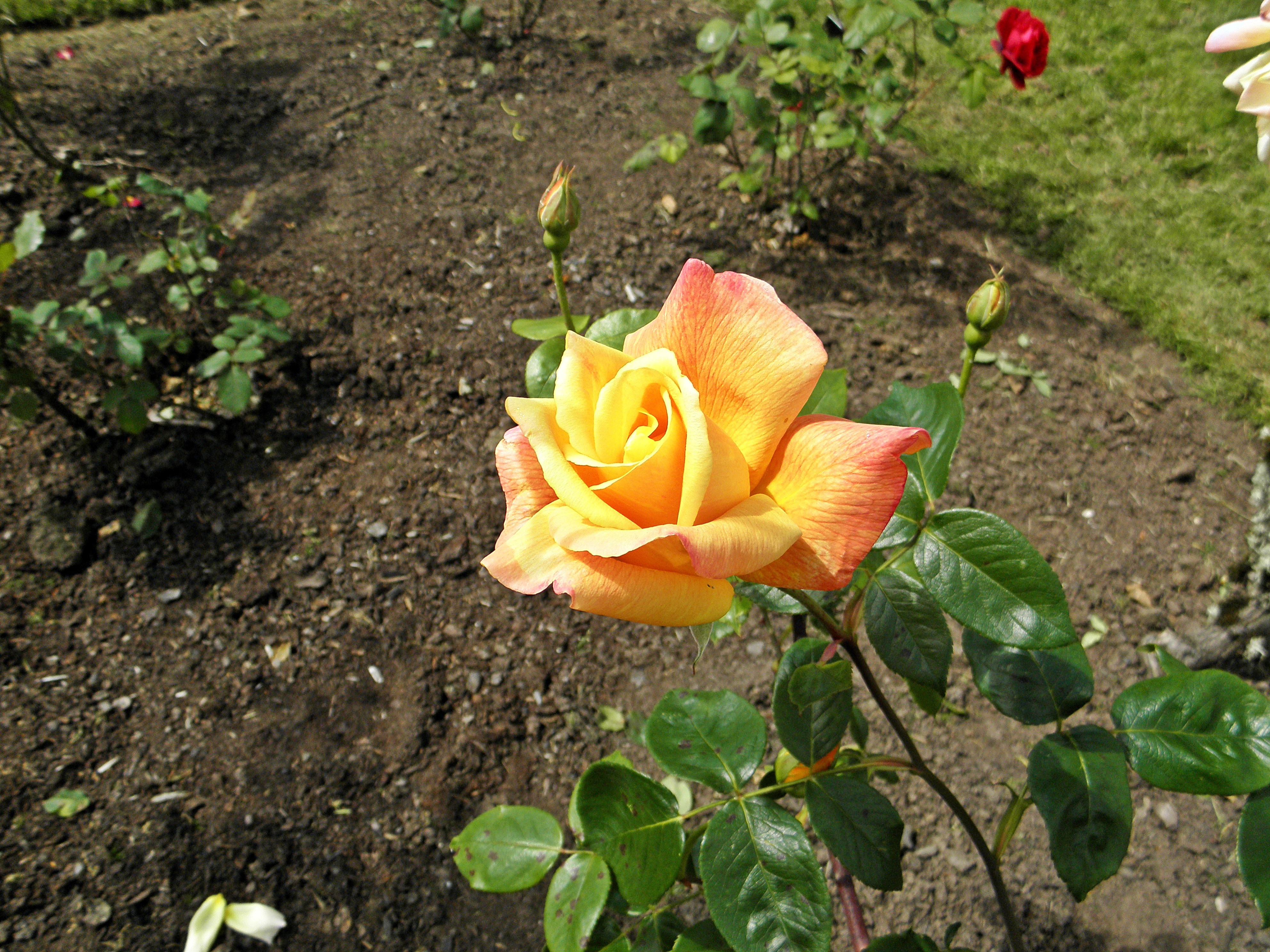
'Sutter's Gold'.

## Cultivo
Aunque las plantas están generalmente libres de enfermedades, es posible que sufran de punto negro en climas más húmedos o en situaciones donde la circulación de aire es limitada.
Las plantas toleran media sombra, a pesar de que se desarrollan mejor a pleno sol. En América del Norte son capaces de ser cultivadas en USDA Hardiness Zones 6b a más cálido. La resistencia y la popularidad de la variedad han visto generalizado su uso en cultivos en todo el mundo.
Puede ser utilizado para las flores cortadas, borduras, contenedores o jardín. Vigorosa. En la poda de Primavera es conveniente retirar las cañas viejas y madera muerta o enferma y recortar cañas que se cruzan. En climas más cálidos, recortar las cañas que quedan en alrededor de un tercio. En las zonas más frías, probablemente hay que podar un poco más que eso. Requiere protección contra la congelación de las heladas invernales.

## Obtentoresyvariedadesderivadas
Debido a las características deseables de la rosa 'Sutter's Gold', se ha utilizado como ascendente parental en cruces con otras variedades para conseguir híbridos obtentores de nuevas rosas, así:

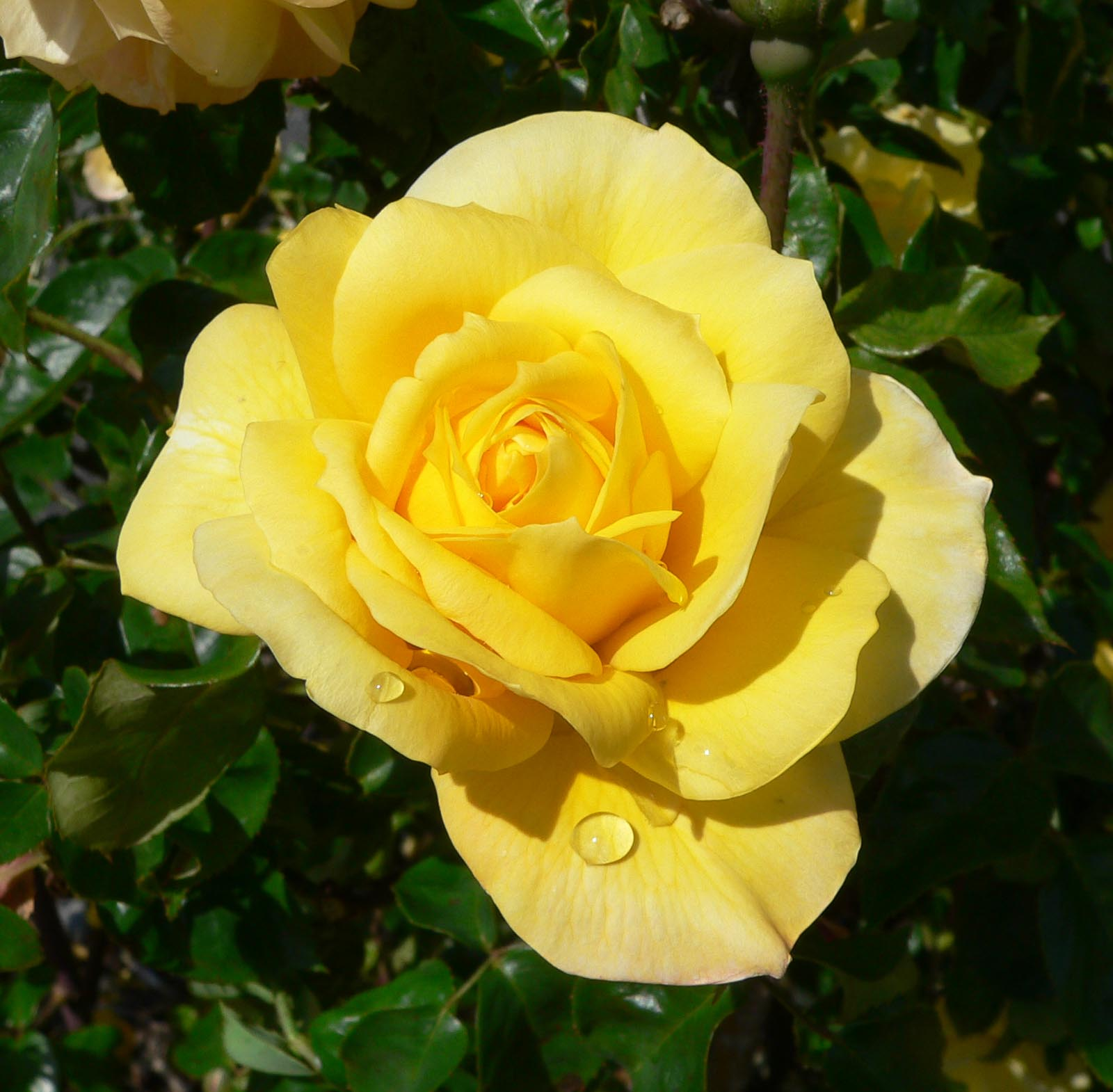
'Gold Glow' Perry 1959 'Fred Howard' × 'Sutter's Gold'
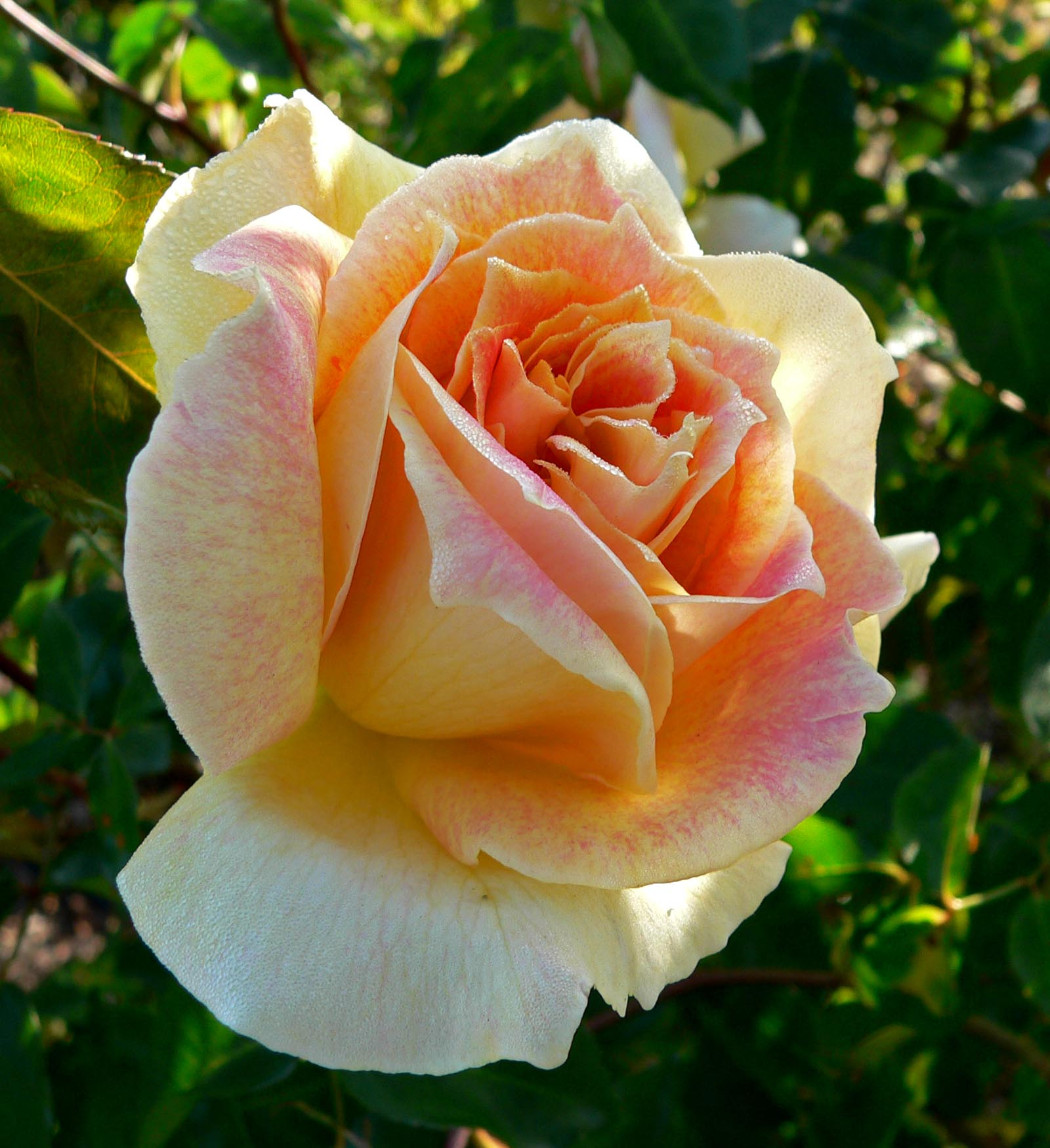
'Helen Hayes' Brownell 1956 híbrido de Rosa wichuraiana × 'Sutter's Gold'
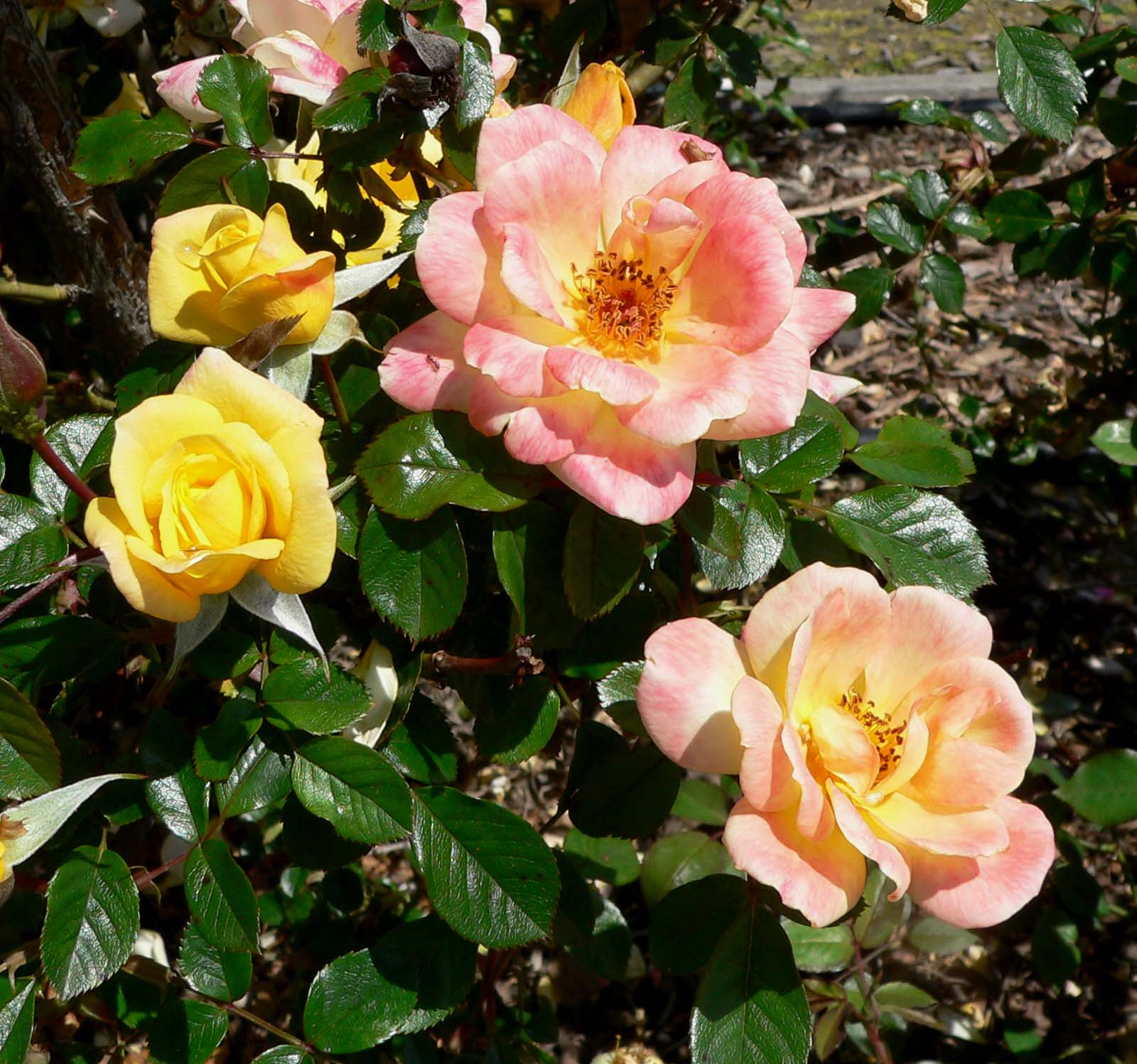
'Laura Ford' Warner 1989 semillas: 'Anna Ford' 1980; polen: 'Elizabeth of Glamis' ® × ('Galway Bay' × 'Sutter's Gold')
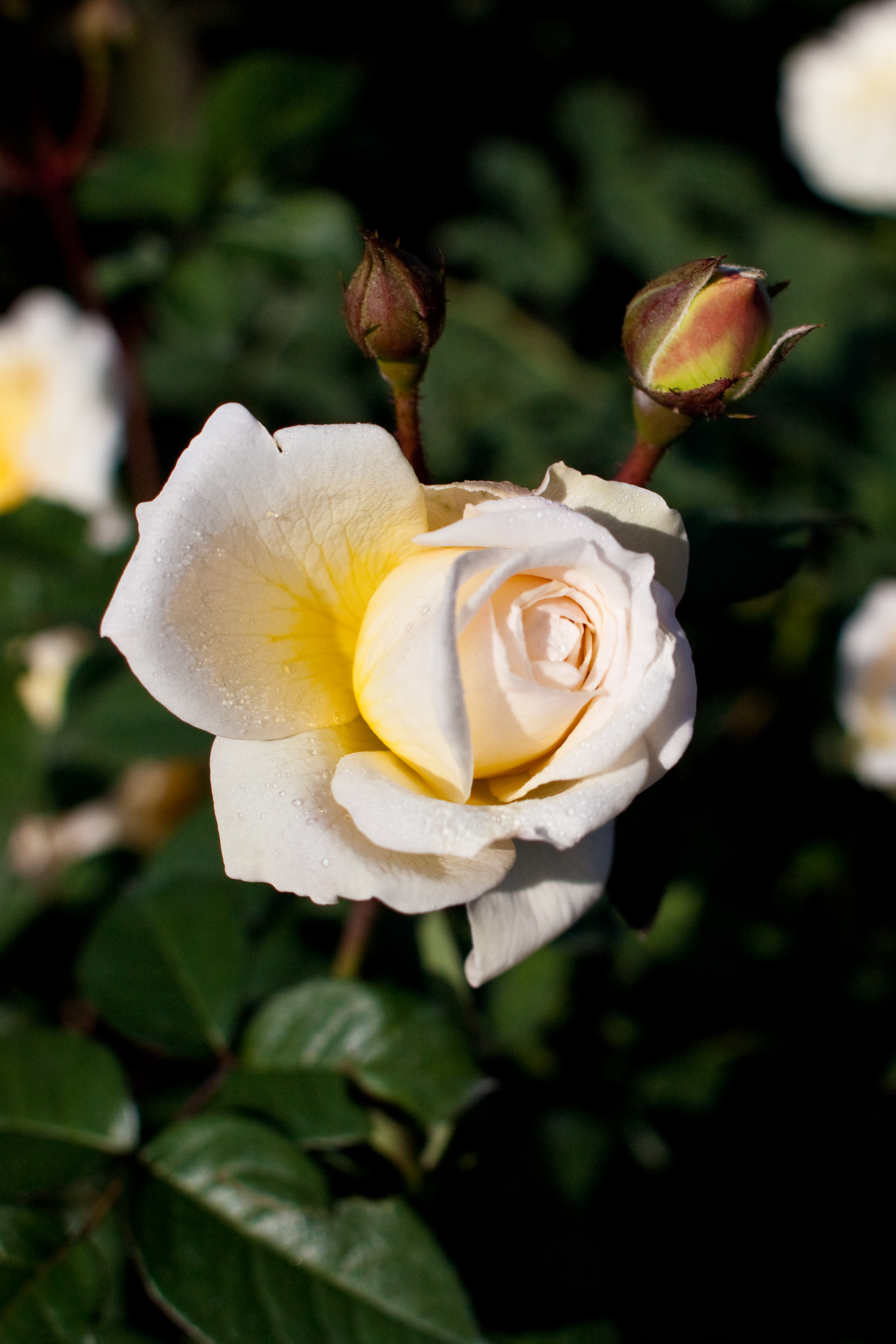
'Moonsprite', Swim 1956 'Sutter's Gold' × 'Ondine'
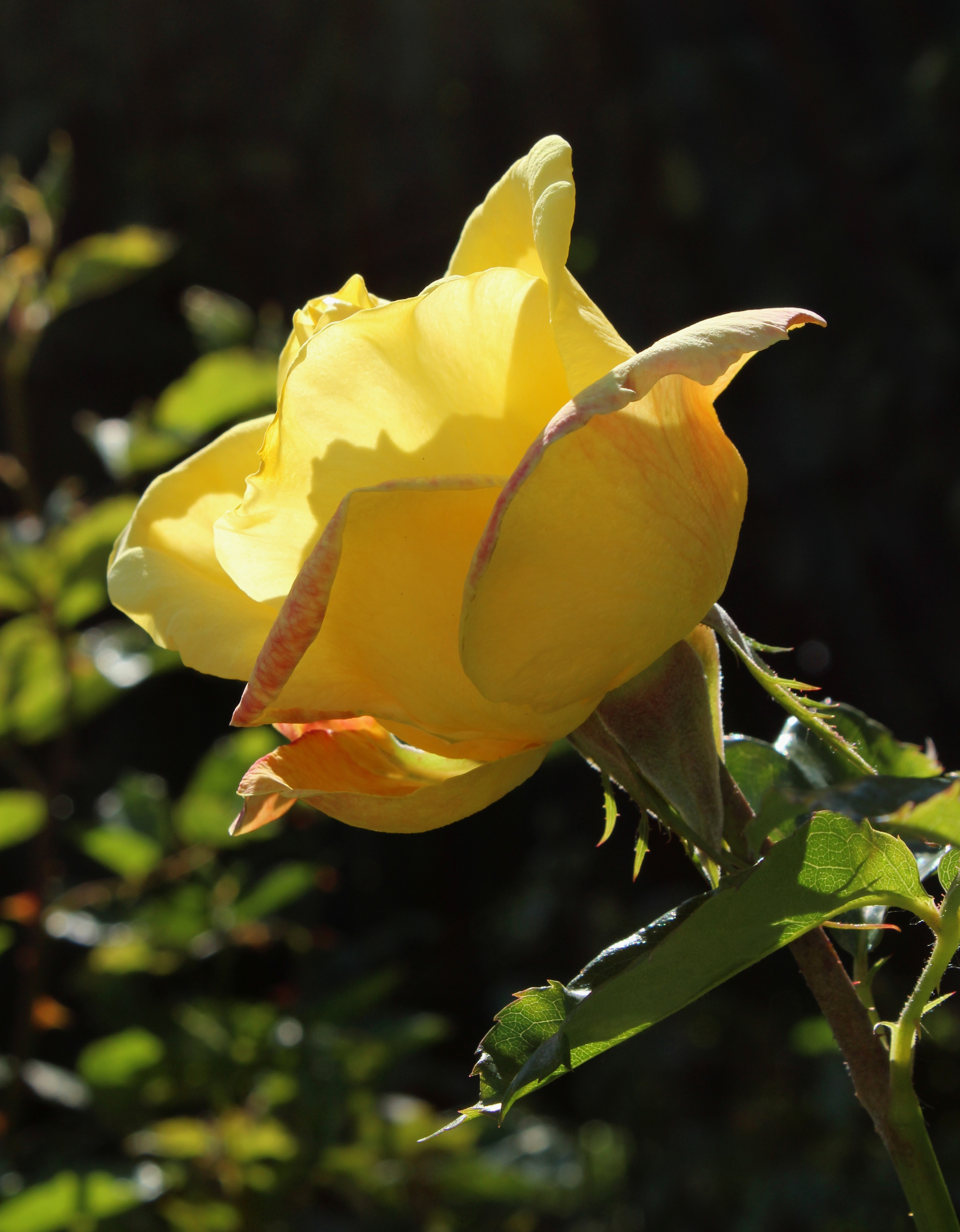
'Zitronenjette' Kordes 1986, 'Sutter's Gold' × 'Sunblest'